# برخاست (فیلم ۲۰۰۹)
برخاست (انگلیسی: Take Off; کره‌ای: 국가대표) یا تیک آف یک فیلم سال ۲۰۰۹ کره جنوبی به کارگردانی کیم یونگ هوا است. در این فیلم ها جونگ-وو، کیم دونگ ووک، کیم جی-سوک، چوی جه هوان، لی جه اونگ و سونگ دونگ ایل ایفای نقش کردند. برخاست در ۳۰ ژوئیه ۲۰۰۹ منتشر شد.